# Charbuy
Charbuy település Franciaországban, Yonne megyében. Lakosainak száma 1870 fő (2022. január 1.). Charbuy Fleury-la-Vallée, Villefargeau, Branches, Lindry, Perrigny, Poilly-sur-Tholon és Saint-Georges-sur-Baulche községekkel határos.

## Népesség
A település népességének változása:
| Lakosok száma | 1805 | 1846 | 1940 | 1865 | 1860 | 1854 | 1867 | 1863 | 1870 |
|               | 2013 | 2015 | 2016 | 2017 | 2018 | 2019 | 2020 | 2021 | 2022 |